# Jamestown (Caroline du Sud)
Pour les articles homonymes, voir Jamestown.
Jamestown est une ville située dans le comté de Berkeley, dans l’État de Caroline du Sud, aux États-Unis. Lors du recensement de 2020, elle comptait 68 habitants.